# Фарасман
Фарасман (др.-греч. Φαραδμάνης; в дословном переводе с авестийского и древнеперсидского языков — «Обладающий небесным сводом» или «Стоящий перед небесным сводом») — царь Хорезма в IV веке до н. э..
В 328 году до н. э. Фарасман заключил союз с Александром Македонским. Царь Хорезма предложил совершить совместный поход в северное Причерноморье. Александр, хоть и рассматривал возможность такого похода, предпочёл отправиться в Индию. Противоречивые свидетельства о Фарасмане в античных источниках стали основой историографической дискуссии о географии античного Хорезма и распределении в нём власти.

## Исторические сведения
Фарасман был царём Хорезма и проживал в низовьях Окса.
Во время похода Александра Македонского преемник Дария III Бесс и согдийский военачальник Спитамен надеялись привлечь Фарасмана к борьбе против македонян, однако правитель Хорезма благоразумно воздержался от вступления в войну. Он предпочёл отправить посольство к Александру с заверениями о покорности и предложением заключить союз.
В античных источниках приведены различные детали посольства хорезмийцев к Александру, что привело к появлению противоречивых версий о Фарасмане и античном Хорезме. Согласно Арриану, Фарасман с 1500 всадниками прибыл к Александру в Зариаспу зимой или ранней весной 328 года до н. э. Он рассказал, что его владения находятся рядом с землями колхов и амазонок. Также Фарасман предложил Александру покорить как эти племена, так и земли Причерноморья, для чего он предоставит проводников и всё необходимое в походе продовольствие. Квинт Курций Руф писал, что когда Александр был в Мараканде летом 328 года до н. э., царь хорезмийцев Фратаферн, который объединил свои владения с землями массагетов и дахов, отправил к нему посольство с заверениями о покорности. Б. Г. Гафуров и Д. И. Цибукидис считали, что посольство хорезмского царя Фратаферна «лишено всякой исторической значимости». Эти авторы отмечали, что парфянский сатрап Фратаферн не мог быть владыкой Хорезма. М. Р. Шаеган и В. Хеккель считали, что упомянутые античными авторами Фарасман и Фратаферн были одним персонажем, причём В. Хеккель отдавал предпочтение в его именовании Арриану. Ю. А. Рапопорт, напротив, высказал гипотезу, что царём хорезмийцев был Фратаферн, который отправил к Александру своего сына Фарасмана. Э. В. Ртвеладзе предположил, что в описываемое время могло существовать два разделённых Оксом государства хорезмийцев, западным из которых правил Фарасман, а восточным — Фратаферн. А. С. Балахванцев назвал данную гипотезу неверной.
Согласно М. М. Дьяконову, упоминание среди соседей хорезмийского царя колхов является контаминацией разных исторических личностей, а именно царей Хорезма Фарасмана и Иберии Фарсмана II, что, однако, не отменяет факта глубоких связей Хорезма и причерноморских степей. А. С. Балахванцев отмечал, что Арриан писал свой труд до воцарения в Иберии Фарсмана II и отвергал возможность ошибочного смешения двух персонажей. Одновременно, историк отмечал, что согласно археологическим данным существовал торговый путь между Хорезмом и Колхидой. «Амазонками», с которыми граничили владения Фарасмана, могли быть савроматы, в обществе которых сохранились матриархальные черты.
В историографии существует ряд противоречивых версий относительно мотивов Фарасмана. А. С. Шофман считал, что Фарасман таким образом хотел избежать войны с македонянами. Александр после тяжёлого усмирения среднеазиатских областей империи Ахеменидов предпочёл заключить союз с могущественным Хорезмом и обезопасить часть границ своей империи. Б. А. Босворт предполагал, что Фарасман хотел с помощью чужого войска расширить свою власть на земли соседей. А. А. Клеймёнов отмечал, что гипотетический поход Александра был бы крайне выгодным для Фарасмана. При любом его исходе македонское войско оказалось бы ослабленным и перестало бы представлять угрозу для Хорезма. Также, переход к Чёрному морю, либо вторжение в земли соседей Хорезма предполагали полную зависимость Александра от Фарасмана. Длительное пребывание в засушливых степях сделало бы македонян полностью зависимыми от поставок фуража и воды из Хорезма. Измена Фарасмана поставила бы македонян на грань выживания и могла бы уничтожить всё войско Александра. После этого владыка Хорезма мог бы существенно расширить свои владения за счёт оставшихся без правителя территорий бывшей империи Ахеменидов. В этом контексте рассказы о мифических колхах и амазонках, с которыми воевали мифологические герои — аргонавты, Геракл, Тесей и Ахилл, могли быть направлены на то, чтобы склонить амбициозного Александра на губительный для себя поход.
А. Ю. Алексеев отмечал, что ко времени посольства Фарасмана Александр рассматривал возможность похода в Скифию. Однако, в связи с поражением македонского наместника Фракии Зопириона, который должен был занять западное Причерноморье, этот поход стал нецелесообразным. Поэтому, согласно Арриану, Александр поблагодарил Фарасмана и заключил с ним союз, однако сказал, что вторжение в причерноморские земли начнётся после покорения Индии. Он попросил Фарасмана повременить с предложенной помощью и отправил царя хорезмийцев домой, поручив контроль за ним сатрапу Бактрии Артабазу.
Дальнейшая судьба Фарасмана неизвестна.

### Исследования
- Алексеев А. Ю. Хронография Европейской Скифии VII—IV веков до н.э.. — СПб.: Издательство Государственного Эрмитажа, 2003. — ISBN 5-93572-086-8.
- Балахванцев А. С. Политическая история ранней Парфии. Диссертация на соискание ученой степени доктора исторических наук. — М., 2018.
- Гафуров Б. Г., Цибукидис Д. И. Александр Македонский и Восток. — М.: Наука, 1980.
- Дьяконов М. М. Очерк истории Древнего Ирана / Под редакцией И. М. Дьяконова и А. Г. Периханян. — М.: Издательство восточной литературы, 1961.
- Клеймёнов А. А. К вопросу о северопричерноморских планах Александра Македонского // Via in tempore. История. Политология. — 2012. — Т. 21, вып. 120, № 1. — ISSN 2687-0967.
- Лившиц В. А. Личные имена в хорезмийском языке // Вестник древней истории. — М.: Наука, 2011. — Вып. 279, № 4. — С. 156—166.
- Ртвеладзе Э. В. Глава X. Посольства к Александру Македонскому в Бактры и Мараканду царей левобережного и правобережного Хорезма Фарасмана и Фратаферна // Александр Македонский в Трансоксиане: Походы, историческая география. — СПб.: Евразия, 2019. — С. 124—132. — 368 с. — ISBN 978-5-8071-0412-0.
- Шофман А. С. Восточная политика Александра Македонского / Печатается по постановлению редакционно-издательского совета Казанского университета. Отв. редактор В. Д. Жигунин. — Казань: Издательство Казанского университета, 1976.
- Heckel W. Who's Who in the Age of Alexander and his Successors. From Chaironea to Ipsos (338—301 BC) (англ.). — Barnsley: Greenhill Books, 2021. — 554 p. — ISBN 978-1-78438-648-1.
- Shayegan M. R. Prosopographical Notes: The Iranian Nobility during and after the Macedonian Conquest (англ.) // Bulletin of the Asia Institute. New Series. — 2007. — Vol. 21. — P. 97—126.